# بوغرارت (إمليل)
بوغرارت هي إحدى مشيخات المملكة المغربية، تتبع جغرافيا لإقليم أزيلال وإداريًا لإمليل. يقدر عدد سكانها بـ 2412 نسمة حسب الإحصاء الرسمي للسكان والسكنى لسنة 2004.